# Загрей (Hades)
Загрей (англ. Zagreus) — персонаж серії рольових відеоігор жанру roguelike Hades, а конкретно Hades 2020 року, головний герой гри. Образ персонажа заснований на мітологічній постаті з тим самим ім'ям, яку Ґреґ Касавін вважав достатньо вдалою для повторюваного характеру гри через його історію спроби покинути Підземний світ і свого батька Аїда. Його дизайн був навмисно зроблений привабливим, оскільки художниця Джен Зі хотіла залишитися вірною класичним традиціям, таким як ідеї героїчної наготи в культурі Стародавньої Греції.
Він був створений бісексуальним і поліаморним, хоча його поліаморність проявилася відносно пізно. Касавін пояснив, що ці фактори були додані через його бажання дослідити світ з іншими цінностями та відсутністю упереджень, які можна знайти в реальному світі, а також зобразити давньогрецьку культуру. Його озвучує Даррен Корб, який надихався актором Ейсою Баттерфілдом і персонажем Локі з кіновсесвіту Marvel. Загрей був загалом позитивно сприйнятий, визнаний видатним ЛГБТ-персонажем завдяки своїй бісексуальності та поліаморності. Ці аспекти отримали особливу похвалу, а критики відзначили, наскільки особливим було їхнє позитивне зображення.

## Зовнішність
У Загрея чорне колюче волосся, а на голові — палкий лавровий вінець. У нього очі різного кольору: ліве — зелене, як у матері, а праве — червоне, як у батька. У нього бліда шкіра, але він фізично сильний і м'язистий. Як і у його батька, його ноги світяться теплом. Його часто описують як низькорослого. У нього смертна кров, тому вона червоного кольору. Він носить чорно-червону тогу, прикрашену кістяними білими поясами, що ведуть до триголових черепів гончаків на плечі. Його руки прикрашені червоними стрічками та браслетами.

## Появи

### Hades
Загрей — головний герой відеогри Hades 2020 року. У ній його мета — втекти з Підземного світу, яким править його батько Аїд, щоб зустрітися зі своєю смертною матір'ю Персефоною на поверхні. По дорозі він б'ється з силами Аїда, зокрема з сестрою люті Мегерою та героєм Тесеєм. Він також зустрічає різних олімпійських богів, таких як Афіна, Зевс і Афродіта, які пропонують йому блага, щоб допомогти йому в його подорожі. Просуваючись далі, Загрей проходить через Тартар, Асфодель, Елісій і Храм Стікса, кожен з яких представляє окремий регіон Підземного світу.

### Hades II
Після того, як титан Кронос тікає з ув'язнення в Тартарі та захоплює мешканців Дому Аїда, Загрей опиняється в пастці. Він з'являється на картині, яку було замовлено одразу після народження Меліної, що вона для неї є мотивом порятунку своєї родини.

### Super Smash Bros. Ultimate
Загрей з'являється як окремий персонаж у відеогрі Super Smash Bros. Ultimate.

## Сприйняття
Авторка «Paste» Голлі Ґрін вважала, що переживання Загрея впродовж гри були близькими гравцеві, зокрема, незнання Загреєм олімпійців. Вона також обговорила, як цикл невдач і успіхів був мотивований бажанням дізнатися більше про світ гри. Колега по «Paste», Розі Гартс, похвалила стосунки між Персефоною та Загреєм. Він посів друге місце в номінації «Найкращий протагоніст 2020 року» на RPGFan. Авторка «RPGFan» Алана Гейґс похвалила його, назвавши «милим ідіотом із золотим серцем» і сказавши, що їй знадобилося лише 10 хвилин, щоб полюбити його нахабну особистість і милу натуру. Вона вважала, що це було остаточне зображення міфологічної фігури. Дописувачка «Kotaku» Еш Перріш назвала Загрея привабливим; вона обговорювала його зовнішній вигляд у першому трейлері, а також оцінила, наскільки він був лагідним.
Елайджа Ґонзалес високо оцінив те, як у грі зображені стосунки Загрея з Танатосом і Мегерою, відзначивши конфлікт між його бажанням втекти з Підземного світу і зв'язками, які він сформував. Він високо оцінив бісексуальність Загрея, розуміючи, що персонаж ламає стереотипи та уникає типового тропу «грубого натурала». Ґонзалесу сподобалося, що Загрей всебічно розвинений і що його сексуальність прийнята в грі, підкреслюючи, що бісексуальні люди часто стикаються з упередженням. Дом Пеппіат з «NME» назвав зображення бісексуальності Загрея в грі одним із найкращих у відеоіграх. Він зазначив, що бісексуальність часто зображується як скандальна або зовсім ігнорується, але Загрей показаний як «чутливий і уважний коханець». Пеппіат вважає, що таке нюансоване зображення сприяє привабливості гри для ЛГБТ-спільноти. Він також оцінив, що гра уникає поширеного тропу зображення бісексуальності, даючи зрозуміти, що персонажів приваблює сам Загрей, а не лише гравець, який ним керує. Ґабріель Ейкінс з «Wired» підкреслив рідкісність поліаморних стосунків у медіа та іграх, зазначивши, що зображення поліаморних стосунків Загрея, Танатоса та Мегери у грі є унікальним. Ейкінс також дослідив тему збочення і згоди, інтерпретуючи стосунки Загрея і Мегери як динаміку домінування і підкорення, де Мегера виступає садисткою, а Загрей — мазохістом. Ця інтерпретація, на думку Ейкінса, паралельна ігровому досвіду їхніх неодноразових битв.
Отем Райт з «Wired» оцінила, що Загрей, бувши маловідомою фігурою в грецькій міфології, послужив «чудовим полотном» для персонажа-гравця. Вони описали його як «чарівного, емоційно зрілого, поліхромного, молодого і м'язистого», що відповідає концепції ефеба — ідеалізованої фігури, часто недосяжної для більшості чоловіків. Райт також відзначила, як Загрей контрастує з Танатосом і Мегерою. Бріана Лоуренс з «Mary Sue» високо оцінила дружбу між Загреєм і Дусою, зазначивши, що вона розвивається з такою ж глибиною і нюансами, як і його романтичні стосунки з Танатосом і Мегерою.